# Lola Margaret
Lola Margaret (tên khai sinh là Lola Margaret Oladipupo) là tên của một diễn viên Nollywood (nền công nghiệp điện ảnh của Nigeria), nhà sản xuất phim và còn là đạo diễn người Nigeria. Bà bắt đầu nổi tiếng với khi đóng vai chính trong một bộ phim tên là Bisola Alan.

## Lí lịch
Bà sinh ra ở thành phố Ilesa, bang Osun, phía tây nam Nigeria. Tại đó, bà hoàn thành bậc tiểu học và trung học. Tiếp đến, bà học tại trường đại học Lagos, bang Lagos và tốt nghiệp với bằng cử nhân lịch sử và quan hệ quốc tế.

## Sự nghiệp
Sự nghiệp diễn xuất của bà bắt đầu khi bà gặp diễn viên Bolaji Amusan và được ông giới thiệu. Bà bắt đầu nổi tiếng khi đóng vai chính trong một bộ phim tên là Bisola Alan.Ngoài ra, bà còn đóng vai trong hai bộ phim tên là Eyin Akuko và Omo Oloro, bộ phim mà sản xuất với sự góp mặt của Fathia Balogun và Mercy Aigbe.

## Tai tiếng
Bà bị tống giam và trục xuất từ Mĩ về Nigeria do dính líu đến một vụ gian lận tiền bạc. Một số nguồn tin cho rằng ban đầu bà được thả ra sau khi khai ra danh tính của những cá nhân mà bà đang làm việc cùng. Sau đó, bà cập nhật trạng thái trên Instagram rằng "Còn gì khác để nói với Chúa hơn là lời cảm ơn? Chúa của tôi rất tốt". Sau đó, cảnh sát quay trở lại đưa bà về sở để thẩm vấn thêm, rồi bị bắt giam.

## Phim ảnh
Dưới đây là tên của những sản phẩm điện ảnh mà bà đã góp mặt:
- Bisola Alan
- Eyin Akuko, 2008[6]
- Omo Oloro, 2016[7]
- Agbara Ife (The Power of Love), 2016[8]